# 岐阜市立芥見南小学校
岐阜市立芥見南小学校（ぎふしりつ あくたみみなみしょうがっこう）は、かつて岐阜県岐阜市に存在した公立小学校。

## 概要
- 岐阜市芥見地区は昭和40年代からの宅地開発で人口が急激に増加。岐阜市立芥見小学校の児童数が増加したため、1973年岐阜市立藍川小学校、1974年に岐阜市立芥見東小学校を分離した。特に大洞緑団地、南山団地といった大規模な住宅団地のある芥見東小学校は児童数が急激に増加したために芥見南小学校が開校した。その後、団地の高齢化に伴う児童数減少により廃校となった。
- 校舎は現存し、岐阜市教育研究所[1][2]と公益財団法人岐阜市教育文化振興事業団埋蔵文化財調査事務所に使用されている[3]。

## 沿革
- 1980年（昭和55年）4月 - 芥見東小学校より分離し、開校。児童数は582名。
- 1981年（昭和56年） - 校舎（鉄筋コンクリート造4階立）が完成。
- 2000年（平成12年）3月 - 芥見東小学校に統合され閉校。児童数は155名。